# Traian Suciu
Traian Suciu (n. 8 februarie 1880, Bogata Olteană, județul Brașov – d. 1921, Brad, județul Hunedoara) a fost un deputat în Marea Adunare Națională de la Alba Iulia, organismul legislativ reprezentativ al „tuturor românilor din Transilvania, Banat și Țara Ungurească”, cel care a adoptat hotărârea privind Unirea Transilvaniei cu România, la 1 decembrie 1918 : pp. 278-279.

## Biografie
A urmat școala primară la Veneția de Jos, comuna Părău, județul Brașov, apoi Liceul Ortodox Românesc din Brașov și, în cele din urmă, Facultatea de Litere și Filosofie a Universității din Cluj  :p. 224.
A fost profesor la Gimnaziul Ortodox Românesc din Brad, devenit după Unire Liceul „Avram Iancu”, unde funcționează în perioada 1905-1921. În 1919 este numit director al Liceului „Radu Negru” din Făgăraș, însă este nevoit să refuze postul din cauza problemelor de sănătate. A fost membru pe viață al ASTREI și membru corespondent al Secției Școlare a aceleiași societăți :p. 278.
A fost colaborator al ziarului Zarandul și corespondent al Telegrafului Român din Sibiu, al Tribunei Arad și al altor ziare și reviste. Este, de asemenea, comisar a Consistoriului Arhidiecezan la conferințele profesorale din Protopopiatul Zarand. A scris și publicat broșurile Băile de Aur din Brad în anul 1913-1914 și Cum se poartă războiul de azi. Elemente tehnice ale lui în 1916 :pp. 278-279.  
A depus o activitate intensă și în cadrul Reuniunii de lectură Concordia, dar și  în cadrul Consiliului Național Român din Brad, în toamna anului 1918 :p. 224.
A luptat în timpul Primului Război Mondial, când, în calitate de ofițer de rezervă cu gradul de locotenent și a contractat boala din cauză căreia a decedat la Brad, în 1921 :p. 279.

## Activitatea politică
Ca deputat în Adunarea Națională din 1 decembrie 1918, Traian Suciu a fost delegat al Reuniunii de lectură „Concordia” din Brad :p. 224.